# Abdoulay Diaby
Abdoulay Diaby (Nanterre, 1991. május 21. –) mali válogatott labdarúgó, jelenleg a Sporting játékosa.

## Sikerei, díjai
- Club Brugge
  - Belga bajnok: 2015–16, 2017–18
  - Belga szuperkupa: 2016
- Sporting
  - Portugál kupa: 2018–19
  - Portugál ligakupa: 2018–19